# أمين أبو حصيرة
أمين أحمد محمد أبو حصيرة (1950–2025) دبلوماسي فلسطيني، عمل مفوضًا عامًا لفلسطين لدى كندا، وسفيرًا لها لدى المغرب.

## حياته
وُلد في مدينة غزة في 7 مارس 1950 إبان الإدارة المصرية لقطاع غزة وفي ظل حكومة عموم فلسطين. درس في غزة وحصل على شهادة الثانوية العامة عام 1968.
سافر إلى الجزائر للدراسة الجامعية ودرس فيها لمدة عام واحد فقط ثم انتقل إلى إسبانيا ولاحقًا إلى فرنسا حيث استقر في مدينة نانسي شمال شرق فرنسا وانضم إلى حركة فتح، وحصل هناك على درجة البكالوريوس والماجستير. حصل على درجة الدكتوراه في العلوم السياسية من جامعة في مدينة آكس أون بروفانس.
كان رئيسًا للاتحاد العام لطلبة فلسطين في شرق فرنسا.
التحق بمنظمة التحرير الفلسطينية في عقد 1980، وعمل نائبًا لمفوض منظمة التحرير الفلسطينية العام في فرنسا، ثم عمل ممثلًا لمنظمة التحرير لدى الغابون وأنغولا، وممثلًا خاصًا للرئيس ياسر عرفات لدى بعض رؤساء إفريقيا.
في 28 أغسطس 1995، عُين مُديرًا عامًا في وزارة التخطيط والتعاون الدولي الفلسطينية.
في 31 أكتوبر 2005، عُين رئيسًا لبعثة فلسطين لدى كندا حتى نهاية عام 2010.
تولى مهام مساعد وزير الشؤون الخارجية للعلاقات متعددة الأطراف ومدير دائرة الشؤون العربية بوزارة الشؤون الخارجية الفلسطينية.
في 1 أغسطس 2013، نُقل إلى المغرب سفيرًا لدولة فلسطين. وسلّم أوراق اعتماده إلى ملك المغرب في 25 سبتمبر 2013.
أُحيل إلى التقاعد ابتداءً من 1 يونيو 2015.

## وفاته
أعلنت السفيرة الفلسطينية لدى فرنسا هالة أبو حصيرة وفاته في مدينة باريس إثر مرض عضال يوم 23 رمضان 1446 الموافق 23 مارس 2025.
شُيع يوم 27 مارس 2025 ودُفن في مقبرة بمنطقة تيه.